# EP u softbolu 2003.
6. EP u softbolu se održalo u Češkoj, u Chočenu, od 21. do 26. srpnja 2003.

## Konačna ljestvica
| Mj. | Država          |
| --- | --------------- |
| 1.  | Nizozemska      |
| 2.  | Češka           |
| 3.  | Uj. Kraljevstvo |
| 4.  | Danska          |
| 5.  | Belgija         |
| 6.  | Slovačka        |
| 7.  | Izrael          |
| 8.  | Hrvatska        |